# Mulligan/Baker
| Recensione | Giudizio |
| ---------- | -------- |
| AllMusic   |          |

Mulligan/Baker è una raccolta su doppio album del sassofonista jazz Gerry Mulligan e del trombettista Chet Baker, pubblicato dalla casa discografica Prestige Records nel 1972.

## Tracce

### LP
Disco 1
Lato A (PRST-24016A)
1. Carioca – 2:25 (testo: Gus Kahn, Edward Eliscu – musica: Vincent Youmans) – Registrato (probabilmente) al "The Blackhawk" di San Francisco, California il 2 settembre 1952
2. Line for Lyons – 2:30 (musica: Gerry Mulligan) – Registrato (probabilmente) al "The Blackhawk" di San Francisco, California il 2 settembre 1952
3. Moonlight in Vermont – 4:09 (testo: John Blackburn – musica: Karl Suessdorf) – Registrato il 3 gennaio 1953 al "Radio Recorders" di Los Angeles, California
4. Bark for Barksdale – 3:10 (musica: Gerry Mulligan) – Registrato (probabilmente) al "The Blackhawk" di San Francisco, California il 2 settembre 1952
5. Turnstile – 2:55 (musica: Gerry Mulligan) – Registrato il 3 gennaio 1953 al "Radio Recorders" di Los Angeles, California
6. The Lady Is a Tramp – 3:15 (testo: Lorenz Hart – musica: Richard Rodgers) – Registrato il 3 gennaio 1953 al "Radio Recorders" di Los Angeles, California
7. My Funny Valentine – 2:52 (testo: Lorenz Hart – musica: Richard Rodgers) – Registrato (probabilmente) al "The Blackhawk" di San Francisco, California il 2 settembre 1952

Lato B (PRST-24016B)
1. Funhouse – 3:10 (musica: Gerry Mulligan) – Registrato il 27 agosto 1951 a New York
2. Ide's Side – 3:18 (musica: Gerry Mulligan) – Registrato il 27 agosto 1951 a New York
3. Roundhouse – 3:18 (musica: Gerry Mulligan) – Registrato il 27 agosto 1951 a New York
4. Kaper – 3:25 (musica: Gerry Mulligan) – Registrato il 27 agosto 1951 a New York
5. Bweebida Bobbida – 2:50 (musica: Gerry Mulligan) – Registrato il 27 agosto 1951 a New York
6. Mullenium – 3:45 (musica: Gerry Mulligan) – Registrato il 27 agosto 1951 a New York

Disco 2
Lato C (PRST-24016C)
1. Limelight – 2:50 (musica: Gerry Mulligan) – Registrato il 3 gennaio 1953 al "Radio Recorders" di Los Angeles, California
2. Mulligan's Too – 17:30 (musica: Gerry Mulligan) – Registrato il 27 agosto 1951 a New York

Lato D (PRST-24016D)
1. So Easy – 6:47 (musica: Tadd Dameron) – Registrato il 23, 25 e 29 agosto 1965 a New York
2. Go-Go – 4:32 (musica: Richard Carpenter, Gladys Bruce) – Registrato il 23, 25 e 29 agosto 1965 a New York
3. Bevan Beeps – 5:05 (musica: Tadd Dameron) – Registrato il 23, 25 e 29 agosto 1965 a New York
4. Rearin' Back – 5:58 (musica: Richard Carpenter, Sonny Stitt) – Registrato il 23, 25 e 29 agosto 1965 a New York

## Musicisti
Carioca / Line for Lyons / Bark for Barksdale / My Funny Valentine
- Gerry Mulligan – sassofono baritono
- Chet Baker – tromba
- Carson Smith – contrabbasso
- Chico Hamilton – batteria [2]

Moonlight in Vermont / Turnstile / The Lady Is a Tramp / Limelight
- Gerry Mulligan – sassofono baritono
- Chet Baker – tromba
- Carson Smith – contrabbasso
- Chico Hamilton – batteria [3]

Funhouse / Ide's Side / Roundhouse / Kaper / Bweebida Bobbida / Mullenium / Mulligan's Too
- Gerry Mulligan – sassofono baritono
- Jerry Hurwitz (Jerry Lloyd) – tromba (eccetto nei brani: "Funhouse" e "Mullenium")
- Nick Travis – tromba (eccetto nei brani: "Funhouse" e "Mullenium")
- Ollie Wilson – trombone (eccetto nei brani: "Funhouse" e "Mullenium")
- Allen Eager – sassofono tenore
- Max McElroy – sassofono baritono
- George Wallington – pianoforte
- Phil Leshin – contrabbasso
- Walter Bolden – batteria
- Gail Madden – maracas (solo nei brani: "Kaper", "Bweebida Bobbida" e "Mulligan's Too") [4]

So Easy / Go-Go / Bevan Beeps / Rearin' Back
- Chet Baker – flicorno
- George Coleman – sassofono tenore
- Kirk Lightsey – pianoforte
- Herman Wright – contrabbasso
- Roy Brooks – batteria [5]

Note aggiuntive
- Rudy Van Gelder – rimasterizzazione
- Tony Lane – art direction copertina album
- Bill Claxton – foto copertina frontale album
- Bert Goldblatt – foto retrocopertina album
- Nat Hentoff – note interno copertina album [6]